# 最初のドイツ秋季展

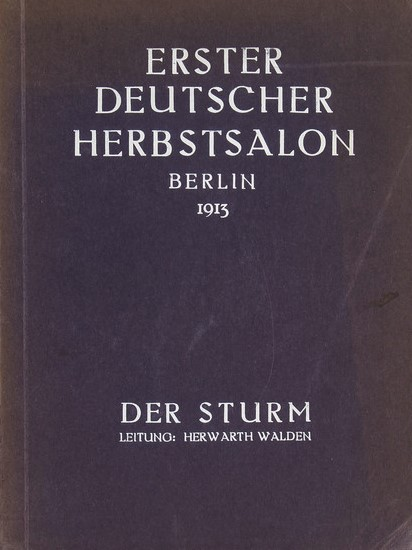
Erster Deutscher Herbstsalonの作品カタログ

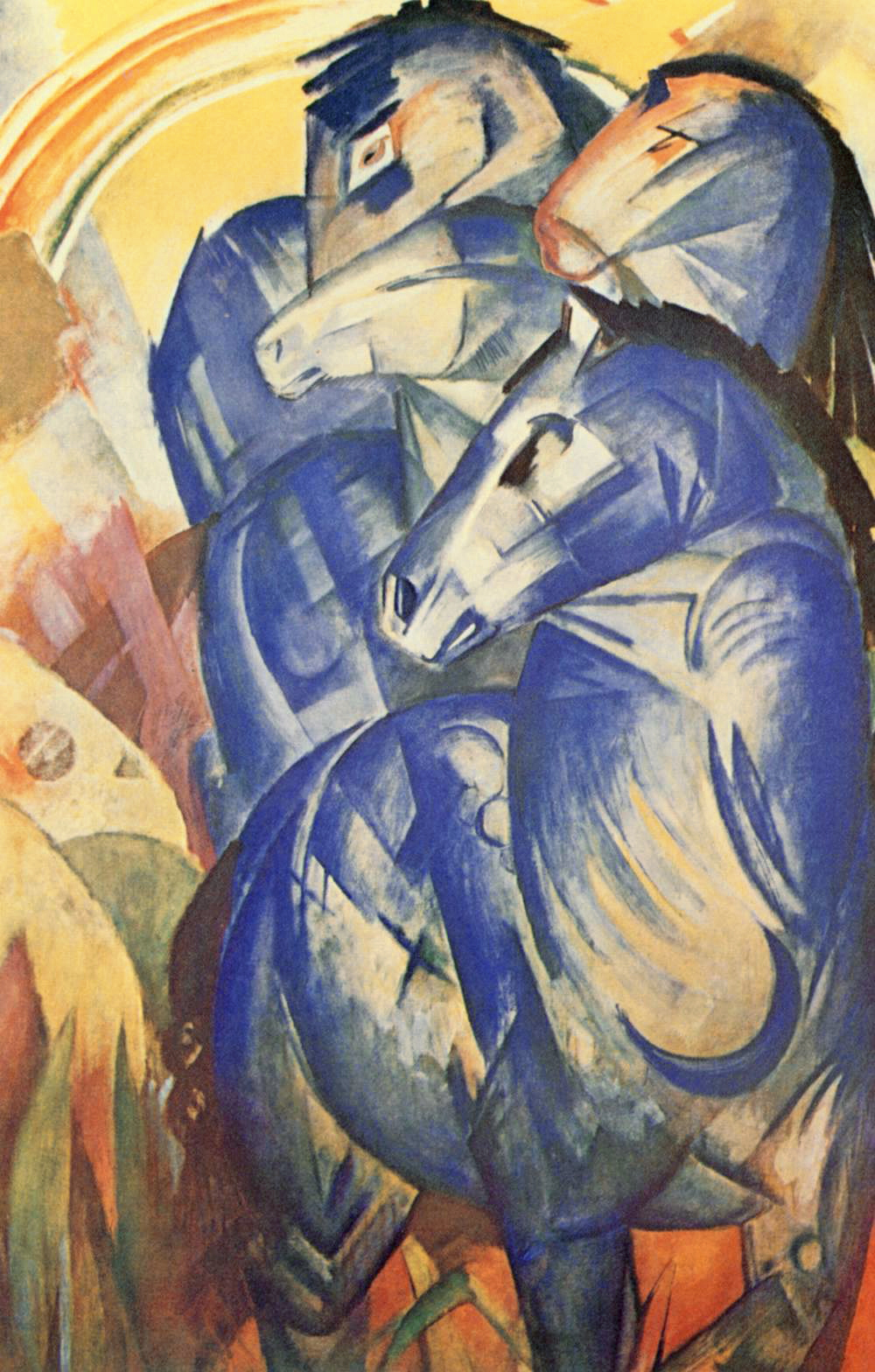
フランツ・マルクが出展した「Der Turm der blauen Pferde」

最初のドイツ秋季展（さいしょのといつしゅうきてん、Erster Deutscher Herbstsalon）は1913年にベルリンで開かれた当時の前衛美術の作品を展示した展覧会である。「デア・シュトゥルム画廊」の主宰者、ヘルヴァルト・ヴァルデン(Herwarth Walden: 1879-1941)が企画、運営した。

## 概要
1903年から毎年秋に、パリで開かれていた、前衛芸術の展覧会「サロン・ドートンヌ（秋季展）」から名前を受け継いでいる。資金は実業家で美術収集家のベルンハルト・ケーラー(Bernhard Koehler: 1849-1927)が提供した。1913年の9月20日から12月1日までの会期でベルリン、ポツダム通りの1200平方メートルの会場を借りて開催された。ヘルヴァルト・ヴァルデンの他に、「青騎士」のグループの画家、アウグスト・マッケとフランツ・マルクが運営に参加した。
それまでのドイツにおける前衛美術の展覧会としては1906年にドレスデンで開かれた「ブリュッケ(Die Brücke)」のグループ展や、1911年からミュンヘンで開かれた「青騎士」のグループ展などがあり、「青騎士」のグループ展はドイツや各地や国外でも開催された。1912年にヘルヴァルト・ヴァルデンはベルリンに「デア・シュトゥルム画廊」を開き、「青騎士」の画家の作品や、イタリアの「未来派」の作品を展示した。1912年にはケルンで美術家グループ、「ゾンダーブント(Sonderbund)」が展覧会を開いている。
ヴァルデンの世界の前衛美術の動向を展示するという希望から「最初のドイツ秋季展」では国外の画家たちの作品も展示された。イタリアの未来派からはジャコモ・バッラ、ウンベルト・ボッチョーニ、カルロ・カッラ、ルイージ・ルッソロ、ジーノ・セヴェリーニ、アルデンゴ・ソフィチらが作品を出展した。フランスの「キュビスム」の画家、フェルナン・レジェが15点の作品を出展した。表現主義のグループ「青騎士」のアウグスト・マッケとフランツ・マルクがそれぞれ7、8点の作品を出展した。
その他に作品が展示されたアーティストには、パウル・クレー、ワシリー・カンディンスキー、マリアンネ・フォン・ヴェレフキン、アレクセイ・フォン・ヤウレンスキー、アルフレート・クービン、ガブリエレ・ミュンター、ハインリヒ・カンペンドンク、リオネル・ファイニンガー、ロベール・ドローネー、ソニア・ドローネー、ジャン・アルプ、マックス・エルンスト、マルク・シャガール、フランシス・ピカビア、オスカー・ココシュカ、ピート・モンドリアンらがいる。
展覧会のカタログとして、90人の画家、彫刻家、建築家の出展者が366点の図版付きで紹介するカタログが制作されたが、実際に展示された作品の図版は50点であった。
展覧会には1910年に亡くなった素朴派の画家、アンリ・ルソーの回顧展も同時に展示され、21点の油絵とペン画や素描が展示された。